# Thawte
Thawte Consulting — центр сертификации для сертификатов X.509. Компания была основана в 1995 году Марком Шаттлвортом в Южной Африке и является вторым по величине публичным центром сертификации в Интернете.

## История развития
Thawte начиналась с гаража родителей Шаттлворта. Первоначальный проект Марка заключался в создании защищённого сервера, не скованного ограничениями на экспорт криптографии, которые наложены Соединёнными Штатами. Сервер, Sioux, был адаптацией линуксового веб-сервера Apache; это программное обеспечение было интегрировано с веб-сервером Stronghold после того, как Thawte стала заметной в ходе своей деятельности по сертификации.

## Продажа
В 1999 году компания VeriSign приобрела Thawte в ходе купли-продажи акций у Шаттловорта за 575 млн долларов. Как VeriSign, так и Thawte сертифицировали первые браузеры Netscape и таким образом стали «прародителями» всех браузеров. Перед сделкой с компанией VeriSign они обе имели по 50% доли рынка. 1 января 2000 года должен был состояться отказ сертификатов VeriSign, что делало их неудачным выбором в ходе предполагаемой ошибки Y2K. Thawte же имела подобную проблему в июле 1998 года. Приобретение Thawte дало возможность предотвратить какие-либо убытки бизнесу в 2000 году.
Выручка от продажи позволила стать Шаттлворту вторым космическим туристом и основать проект Ubuntu.
В августе 2010 года компания Symantec приобрела часть бизнеса VeriSign по обеспечению безопасности; таким образом теперь Thawte стал собственностью Symantec.

## Web of trust
Деятельность Thawte по выдаче доверенных сертификатов веб-сайтам прекратилась 16 ноября 2009 года. Thawte использовала для выдачи сертификатов бесплатные e-mail и Web of trust было дополнительным механизмом идентификации для этого. Для получения бесплатного сертификата электронной почты от Thawte человеку надо было создать учётную запись Thawte FreeMail, которая позволяет пользователю создавать столько сертификатов, сколько ему нужно. Хотя каждый сертификат был связан только с одним адресом электронной почты, несколько электронных адресов могли быть связаны с одной учётной записью Thawte FreeMail. Так, если у человека более одного e-mail адреса, то он мог создать другой сертификат для каждого из них с той же самой учётной записи.
Связывание учётной записи Thawte FreeMail с реально идентифицированной личностью основывалось на модели Web of trust, похожей на CAcert.org. Удостоверение личности человека производилось путём личной встречи с одним или несколькими «нотариусами Thawte», которым было необходимо увидеть и сохранить копию идентификационных данных, по крайней мере, на пять лет. Нотариусами назначались степени доверенности, которые могли колебаться в диапазоне от 10 до 35. В общей сложности более опытный нотариус мог назначать более высокую степень доверенности. Нотариусы, которые были проверены непосредственно самой Thawte, могли назначать максимальный уровень без требования к их опыту.
Такие уровни определяли, что человек под своей учётной записью может сделать. С уровнем менее 50 сертификаты выпускались в поле имени как «Thawte Freemail Member». С уровнем в 50 или более сертификаты содержали в себе имя человека. Наличие настоящего имени человека в сертификате давало помощь при идентификации сертификата (например, при хранении его в хранилище ключей) и помогало пользователям распознать и довериться сертификату. В целях подписывания и шифрования оба типа сертификатов могут быть использованы таким же образом, потому что оба типа содержат в себе адрес e-mail человека.
Со степенью доверительности 100 или выше человек становился нотариусом Thawte. При этом указывается его принадлежность к своей стране. Они могли изменить своё местонахождение или добавить текст рекламы предоставляемых ими услуг. Изменения в рекламном тексте утверждаются Thawte, и на это время нотариус ждёт одобрения. Процесс утверждения может занять несколько недель, в течение которых реклама человека не публикуется и система не предоставляет доступ к нему как к нотариусу. Перекрёстное нотариальное заверение не допускается: нотариус не может заверить человека, который заверял его.

## Окончание деятельности
По 16 ноября 2010 года на ресурсе Gossamer Spider Web of Trust (GSWoT) поддерживался список нотариусов Thawte с минимумом подтверждённой информации. Целью было сохранение ими своего заслуженного рейтинга. Совместные усилия в этом были направлены на привязку имён нотариусов к их существующим записям в карте нотариусов Web of Trust компании Thawte. Без публикации в GSWoT нотариус не может выполнять удостоверение.